# Alte Synagoge (Königsberg)
Die Alte Synagoge war eine chassidische Synagoge in Königsberg i. Pr.
Bereits der Große Kurfürst hatte den Juden erlaubt, in der Stadt Gottesdienste abzuhalten. Friedrich der Große erteilte 1753 die Erlaubnis, eine Synagoge am Schnürlingsdamm zu errichten. Diese wurde 1811 bei dem großen Stadtbrand zerstört und 1815 durch einen Neubau in der Synagogenstraße 2 (→ Stadtplan von 1905, Planquadrat C5) ersetzt. Nach der Aufspaltung der Gemeinde durch Adass Jisroel wurde 1893 für die strenggläubigen Mitglieder ein Neubau in der Synagogenstraße 14–15 errichtet. Die sog. Alte Synagoge, in der Synagogenstraße 2 wurde nach Umbauten 1897 wieder eröffnet und diente dann den in Königsberg ansässigen „Ostjuden“ zur Wahrung des ostjüdischen Ritus im Gottesdienst. Die reformierte jüdische Gemeinde erbaute sich die Neue Synagoge auf der Lomse. Die Alte und die Neue Synagoge in der Synagogenstraße (ab 1933 Seilerstraße) wurden 1938 in der Reichspogromnacht zerstört. Das Gebäude der Synagoge von Adass Jisroel wurde mit Rücksicht auf die umliegenden Bauten nicht in Brand gesetzt, nur deren Einrichtung und Kultgegenstände zerstört. Nach der notdürftigen Wiederherstellung des Gebetraums diente die Synagoge der jüdischen Gemeinde. Das Gebäude wurde bei den Luftangriffen im August 1944 zerstört.

## Trivia
Michael Wieck feierte 1941 seine Bar Mitzwa in der Synagoge.